# جي. كارلوس سميث
جي. كارلوس سميث هو مبشر ماليزي، ولد في 23 أغسطس 1910، وتوفي في 29 مارس 1987.